# 245983 Machholz
245983 Machholz este o planetă minoră (asteroid) din centura de asteroizi. A fost descoperită pe 26 septembrie 2006 la Molėtai⁠(d) de Kazimieras Černis⁠(d) și a fost numită după Donald Machholz. 
Obiectul prezintă o orbită caracterizată de o semiaxă mare de 3,1306077741536 UAi, o excentricitate de 0,11, o înclinație de 23,1 ° în raport cu ecliptica.